# Grünstadt
Grünstadt là một thị xã thuộc huyện Bad Dürkheim, trong bang Rheinland-Pfalz, phía tây nước Đức. Đô thị Grünstadt có diện tích 18,09 km², dân số thời điểm ngày 31 tháng 12 năm 2006 là 13.249 người. Đô thị này toạ lạc ở rìa đông bắc rừng Palatinate, cự ly khoảng 15 km về phía tây nam của Worms và 20 km về phía tây bắc Ludwigshafen.

## Người địa phương nổi tiếng
- Adolf Stern (tuyển thủ cờ)
- Erwin Lehn
- Ludwig Wilding
- Wolfgang Heinz (nhà chính trị)
- Norbert Schindler
- Marco Haber
- Silvio Adzic
- Friedrich Christian Laukhard
- Christophe Neff